# Гребля Кеф-Еддір
Гребля Кеф-Еддір (Kef Eddir) – гідротехнічна споруда на півночі Алжиру.
Греблю спорудили в 2023 році на уеді Хамліл (Hamlil), що також відомий як уед Даммус та впадає до Середземного моря за понад сотню кілометрів на захід від міста Алжир. Призначенням споруди є водопостачання.
В межах проекту долину уеду перекрили земляною греблею із глиняним ядром висотою 95 метрів, довжиною 478 метрів та шириною по гребеню 10 метрів. Гребінь греблі знаходиться на позначці 121 метр НРМ.
Гребля утворила водосховище об’ємом 125 млн м3.